# Поваровка (Московская область)
Поваровка — посёлок сельского типа в Московской области России. Входит в городской округ Солнечногорск, относится к территориальному управлению Поварово в рамках администрации городского округа. Население — 42 чел. (2010).

## География
Расположен в центральной части Московской области, в центре округа, примерно в 15 км к югу от города Солнечногорска, на развязке Большого кольца Московской железной дороги и Октябрьской железной дороги, на левом берегу впадающей в Клязьму реки Радомли. С юго-востока примыкает к рабочему посёлку Поварово. В посёлке 13 улиц, зарегистрировано садовое товарищество. 
Ближайшие сельские населённые пункты — деревня Липуниха и посёлок Шишовка.

## Население
| 1926 | 2002 | 2010 |
| ---- | ---- | ---- |
| 144  | ↘27  | ↗42  |

## История
По материалам Всесоюзной переписи населения 1926 года — посёлок Поваровского сельсовета Бедняковской волости Московского уезда Московской губернии, проживало 144 жителя (76 мужчин, 68 женщин), насчитывалось 32 хозяйства, среди которых 15 крестьянских.
С 1994 до 2005 гг. посёлок входил в Кировский сельский округ Солнечногорского района.
С 2005 до 2019 гг. Поваровка  включалась в городское поселение Поварово Солнечногорского муниципального района.
С 2019 года Поваровка входит в городской округ Солнечногорск, в рамках администрации которого деревня относится к территориальному управлению Поварово.